# Bộ đếm Geiger–Müller

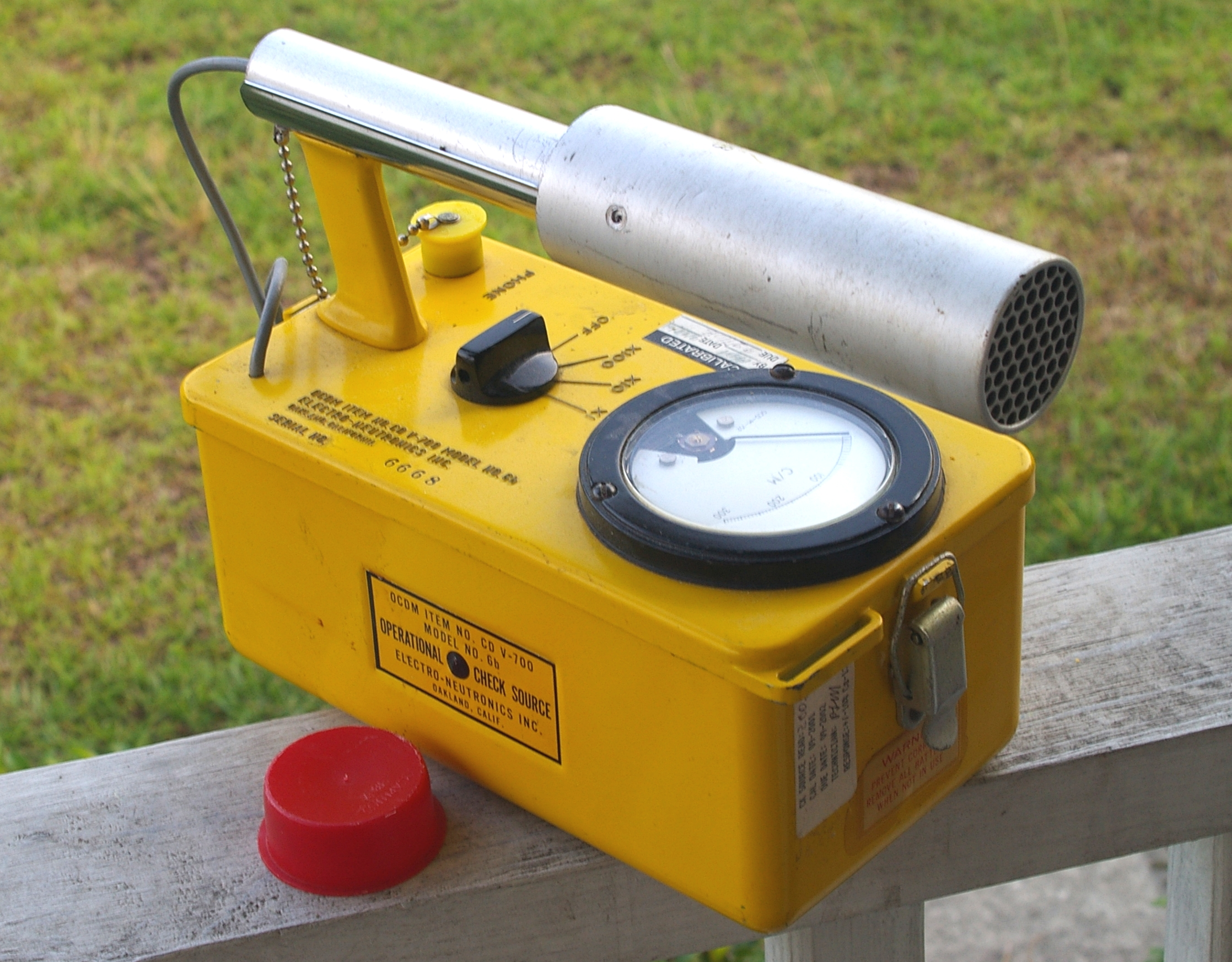
Một bộ đếm Geiger–Müller.

Bộ đếm Geiger–Müller, còn được goi là bộ đếm Geiger là một dụng cụ điện tử được dùng để phát hiện và đo bức xạ ion hóa. Nó được sử dụng rộng rãi trong các ứng dụng như đo liều chiếu phóng xạ, radiological protection, vật lý thực nghiệm và công nghiệp hạt nhân. Đây là phát minh của hai nhà vật lý người Đức Hans Geiger và Walther Müller. Được sử dụng rộng rãi và nổi bật như một máy đo khảo sát bức xạ cầm tay, nó có lẽ là một trong những thiết bị đo bức xạ nổi tiếng nhất thế giới.
Bộ đếm Geiger–Müller được dùng để phát hiện và đo bức xạ ion hóa như hạt alpha, hạt beta và tia gamma bằng cách sử dụng hiệu ứng ion hóa được tạo ra trong ống Geiger–Müller. Nó cũng được dùng để phát hiện ra các nguyên tố phóng xạ như urani, thori, được dùng trong các công việc có liên quan đến đồng vị phóng xạ.